# Crotalaria indobracteata
Crotalaria indobracteata là một loài thực vật có hoa trong họ Đậu. Loài này được (Roxb. ex DC.) Bennet miêu tả khoa học đầu tiên năm 1981.